# Lasiochalcidia rufipolita
Lasiochalcidia rufipolita is een vliesvleugelig insect uit de familie bronswespen (Chalcididae). De wetenschappelijke naam is voor het eerst geldig gepubliceerd in 2002 door Liu.